# Haines (Alaska)
Haines (Tlingit: Deishú) es una ciudad ubicada en el borough de Haines en el estado estadounidense de Alaska. Se encuentra en la parte norte del Panhandle de Alaska y cerca del Parque Nacional y Reserva Glacier Bay. En el año 2000 tenía una población de 1.811 habitantes y una densidad poblacional de 0,03 personas por km². Según el censo de 2020, la población del CDP de Haines era de 1.657 frente a los 1.713 de 2010;  tiene el 79,6% de la población total del municipio de Haines.

## Historia
El nombre nativo original de Haines era Deishú, que significa "final del sendero";  fue nombrado por el grupo Chilkat de los Tlingit. El nombre se deriva del hecho de que podían transportar (transportar) sus canoas desde el sendero que usaban para comerciar con el interior. El sendero comenzaba en la desembocadura del río Chilkat y se dirigía a Dtehshuh; el transporte ahorró 20 millas (32 km) de remo alrededor de la península de Chilkat.
El primer europeo, George Dickinson, agente de la North West Trading Company, se estableció en Dtehshuh en 1879. En 1881, los Chilkat le pidieron a Sheldon Jackson que enviara misioneros a la zona.
John Muir y Samuel Hall Young, un ministro presbiteriano, fueron enviados. Jackson construyó la Misión Chilkat y la escuela en Dtehshuh en 1881, en un terreno cedido a la iglesia por Chilkat. La Misión pasó a llamarse "Haines" en 1884 en honor a Francina E. Haines, la presidenta del comité que recaudó fondos para su construcción.  Haines es la única ciudad en el sureste de Alaska que lleva el nombre de una mujer.  En ese momento, la frontera entre Canadá y Estados Unidos estaba en disputa y vagamente definida. Hubo reclamos de tierras superpuestos por la compra de Alaska por parte de Estados Unidos a Rusia en 1867 y reclamos británicos a lo largo de la costa.
La fiebre del oro de Klondike de 1896-1899 cambió enormemente la región. Haines se convirtió en un centro de suministro para Dalton Trail desde Chilkat Inlet y ofreció una ruta al Yukón para los buscadores. El oro fue descubierto a 36 millas (58 km) de Haines en 1899 en el distrito de Porcupine. La repentina importancia de la región aumentó la urgencia de fijar una frontera exacta. Hubo informes de que los ciudadanos canadienses fueron acosados por Estados Unidos como elemento disuasorio para hacer reclamos de tierras. En 1898, los gobiernos nacionales acordaron un compromiso, pero el gobierno de Columbia Británica lo rechazó. El presidente estadounidense McKinley propuso un arrendamiento de noventa y nueve años de un puerto cerca de Haines, pero Canadá rechazó ese compromiso.
La economía continuó creciendo y diversificándose. Se construyeron cuatro fábricas de conservas alrededor de la misión en 1900. Sin embargo, la finalización del ferrocarril White Pass y Yukon Route en la vecina Skagway ese mismo año llevó al abandono final del Dalton Trail y al declive económico de Haines. En 1903, el Tratado Hay-Herbert confió la decisión fronteriza al arbitraje de un tribunal mixto de seis miembros, tres estadounidenses y tres canadienses-británicos, que determinaron a favor de los Estados Unidos, lo que resultó en la frontera actual.
Fort William H. Seward, una instalación del Ejército de los Estados Unidos, fue construida al sur de Haines y terminada en 1904, en una propiedad donada por la misión de sus posesiones. En 1922, el fuerte pasó a llamarse Cuartel de Chilkoot. Fue el único puesto del Ejército de los Estados Unidos en Alaska antes de la Segunda Guerra Mundial.  Durante la Segunda Guerra Mundial, se utilizó como punto de suministro para algunas actividades del Ejército de los Estados Unidos en Alaska.
En 1943, el ejército de los EE. UU. Construyó la autopista Haines a Haines Junction, Yukón
El fuerte fue desactivado en 1946 y vendido como propiedad excedente a un grupo de inversores (Ted Gregg, Carl Heinmiller, Marty Cordes, Clarence Mattson y Steve Homer) que lo llamaron "Port Chilkoot", formando así la Port Chilkoot Company. Port Chilkoot se incorporó como ciudad en 1956. En 1970, Port Chilkoot se fusionó con Haines en un solo municipio. Heinmiller fue el alcalde de Port Chilkoot durante la mayor parte de su existencia como ciudad separada. En 1972, el fuerte fue designado Monumento Histórico Nacional y se restauró el nombre, Fort William H. Seward.
Haines era la terminal sur del oleoducto Haines-Fairbanks (no conectado ni relacionado con el sistema de oleoductos Trans-Alaska), que proporcionaba productos refinados de petróleo a Fort Greely, la Base de la Fuerza Aérea Eielson y la Base de la Fuerza Aérea Ladd (transferida al Ejército como Fort Wainwright en 1961). El gasoducto de 626 millas (1.007 km) y 8 pulgadas (200 mm) transportó diésel, gas para automóviles, combustible para aviones y gas de aviación desde Haines a Fairbanks desde 1955 hasta que fue retirado por el Ejército de los Estados Unidos en 1973, debido al deterioro y los costos prohibitivos de reparación. Existía una instalación del Ejército con tanques de almacenamiento junto a la Terminal Haines, que fue mantenida por el Ejército durante otra década. La construcción y el mantenimiento de la terminal y la instalación de almacenamiento fueron un factor importante en la economía de Haines durante cuatro décadas.  Todas menos una de las fábricas de conservas cerraron en 1972 debido a la disminución de las poblaciones de peces, dejando a Haines Packing Co. como la única fábrica de conservas que quedaba ubicada en Haines.  No obstante, la pesca comercial siguió siendo una parte importante de la economía local.
En octubre de 2002, los votantes aprobaron una medida que consolidaba la ciudad de Haines y el municipio de Haines en un distrito autónomo. 

## Geografía y clima
Haines tiene un clima continental húmedo de verano seco con veranos cálidos (Köppen: Dsb), aunque presenta casi el doble de precipitaciones que la cercana Skagway.
El CDP de Haines está ubicado en la parte centro-norte del distrito de Haines en 59°14′02"N 135°26′49"O.  El CDP está situado en la península de Chilkat en un lugar estrecho llamado Istmo de Deshu. La comunidad está delimitada por Portage Cove de Chilkoot Inlet al este y por el río Chilkat en su desembocadura en Chilkat Inlet al oeste. Al sur, bajando por la península de Chilkat, Haines limita con el CDP de Mud Bay y, al norte, limita con el CDP de Lutak. La Ruta 7 de Alaska, la autopista Haines, termina en Haines y conduce al noroeste 39 millas (63 km) hasta la frontera canadiense cerca de Pleasant Camp, Columbia Británica. La autopista Haines continúa hacia el norte hasta un cruce con la autopista de Alaska en Haines Junction, Yukón, a 147 millas (237 km) de Haines.
Según la Oficina del Censo de los Estados Unidos, el CDP de Haines tiene un área total de 20,6 millas cuadradas (53,4 km2), de las cuales 13,2 millas cuadradas (34,2 km2) son tierra y 7,5 millas cuadradas (19,3 km2), o el 36,02%, son agua.  Los inviernos son suaves para los estándares de Alaska, con una temperatura máxima promedio de enero de alrededor de 30 ° F o -1.1 ° C, y la mínima promedio de alrededor de 20 ° F o -6.7 ° C. Los veranos son frescos a templados, con una temperatura máxima promedio en julio de 65 ° F o 18.3 ° C, y una mínima promedio de 51 ° F o 10.6 ° C. Varios días en el verano superan los 77 ° F o 25 ° C, con una temperatura máxima registrada de 98 ° F o 36.7 ° C el 31 de julio de 1976, y la mínima récord es de -18 ° F o -27.8 ° C el 3 de enero de 1998.
Durante el siglo XXI, Haines ha establecido dos veces un récord local de nevadas: para la temporada 2006-2007 recibió 309 pulgadas (7,8 m) de nieve, un récord roto durante la temporada 2011-2012, cuando recibió 360 pulgadas (9,1 m). 
| Datos climáticos de Haines, Alaska (Aeropuerto de Haines) (normales 1991-2020, extremos 1911-presente) | Datos climáticos de Haines, Alaska (Aeropuerto de Haines) (normales 1991-2020, extremos 1911-presente) | Datos climáticos de Haines, Alaska (Aeropuerto de Haines) (normales 1991-2020, extremos 1911-presente) | Datos climáticos de Haines, Alaska (Aeropuerto de Haines) (normales 1991-2020, extremos 1911-presente) | Datos climáticos de Haines, Alaska (Aeropuerto de Haines) (normales 1991-2020, extremos 1911-presente) | Datos climáticos de Haines, Alaska (Aeropuerto de Haines) (normales 1991-2020, extremos 1911-presente) | Datos climáticos de Haines, Alaska (Aeropuerto de Haines) (normales 1991-2020, extremos 1911-presente) | Datos climáticos de Haines, Alaska (Aeropuerto de Haines) (normales 1991-2020, extremos 1911-presente) | Datos climáticos de Haines, Alaska (Aeropuerto de Haines) (normales 1991-2020, extremos 1911-presente) | Datos climáticos de Haines, Alaska (Aeropuerto de Haines) (normales 1991-2020, extremos 1911-presente) | Datos climáticos de Haines, Alaska (Aeropuerto de Haines) (normales 1991-2020, extremos 1911-presente) | Datos climáticos de Haines, Alaska (Aeropuerto de Haines) (normales 1991-2020, extremos 1911-presente) | Datos climáticos de Haines, Alaska (Aeropuerto de Haines) (normales 1991-2020, extremos 1911-presente) | Datos climáticos de Haines, Alaska (Aeropuerto de Haines) (normales 1991-2020, extremos 1911-presente) |
| Mes | Ene | Feb | Estropear                                                                                              | Apr | Mayo                                                                                                   | Jun | Jul | Ago | Sep | Oct | Nov | Dic | Año |
| --- | --- | --- | --- | --- | --- | --- | --- | --- | --- | --- | --- | --- | --- |
| Récord de °F (°C)                                                                                      | 57 (14)                                                                                                | 53 (12)                                                                                                | 63 (17)                                                                                                | 75 (24)                                                                                                | 84 (29)                                                                                                | 92 (33)                                                                                                | 98 (37)                                                                                                | 95 (35)                                                                                                | 86 (30)                                                                                                | 65 (18)                                                                                                | 65 (18)                                                                                                | 61 (16)                                                                                                | 98 (37)                                                                                                |
| Máxima media °F (°C)                                                                                   | 43.7 (6.5)                                                                                             | 44.9 (7.2)                                                                                             | 48.4 (9.1)                                                                                             | 61.4 (16.3)                                                                                            | 72,6 (22,6)                                                                                            | 79,6 (26,4)                                                                                            | 77,4 (25,2)                                                                                            | 77,8 (25,4)                                                                                            | 67,7 (19,8)                                                                                            | 56,5 (13,6)                                                                                            | 45.6 (7.6)                                                                                             | 44,0 (6,7)                                                                                             | 83.2 (28.4)                                                                                            |
| Máximo diario medio °F (°C)                                                                            | 30.1 (−1.1)                                                                                            | 34.1 (1.2)                                                                                             | 38.6 (3.7)                                                                                             | 49,8 (9,9)                                                                                             | 59,5 (15,3)                                                                                            | 64,1 (17,8)                                                                                            | 65,4 (18,6)                                                                                            | 64,2 (17,9)                                                                                            | 57.4 (14.1)                                                                                            | 47,8 (8,8)                                                                                             | 36.3 (2.4)                                                                                             | 31,9 (−0,1)                                                                                            | 48.3 (9.0)                                                                                             |
| Media diaria °F (°C)                                                                                   | 24.4 (−4.2)                                                                                            | 28.0 (−2.2)                                                                                            | 32.5 (0.3)                                                                                             | 42.1 (5.6)                                                                                             | 50,8 (10,4)                                                                                            | 56,6 (13,7)                                                                                            | 58,8 (14,9)                                                                                            | 57,6 (14,2)                                                                                            | 51.6 (10.9)                                                                                            | 42.6 (5.9)                                                                                             | 31.3 (−0.4)                                                                                            | 26,9 (−2,8)                                                                                            | 41.9 (5.5)                                                                                             |
| Mínimo diario medio °F (°C)                                                                            | 18.6 (−7.4)                                                                                            | 22.0 (−5.6)                                                                                            | 26.4 (−3.1)                                                                                            | 34.4 (1.3)                                                                                             | 42.2 (5.7)                                                                                             | 49,0 (9,4)                                                                                             | 52.1 (11.2)                                                                                            | 50,9 (10,5)                                                                                            | 45,8 (7,7)                                                                                             | 37.5 (3.1)                                                                                             | 26.3 (−3.2)                                                                                            | 21.8 (−5.7)                                                                                            | 35.6 (2.0)                                                                                             |
| Mínimo medio °F (°C)                                                                                   | 0,4 (−17,6)                                                                                            | 6.2 (−14.3)                                                                                            | 11.3 (−11.5)                                                                                           | 24,3 (−4,3)                                                                                            | 34.4 (1.3)                                                                                             | 41.9 (5.5)                                                                                             | 46,9 (8,3)                                                                                             | 45.0 (7.2)                                                                                             | 35.6 (2.0)                                                                                             | 26,9 (−2,8)                                                                                            | 12.3 (−10.9)                                                                                           | 5.7 (−14.6)                                                                                            | −4,2 (−20,1)                                                                                           |
| Récord bajo °F (°C)                                                                                    | −18 (−28)                                                                                              | −16 (−27)                                                                                              | −7 (−22)                                                                                               | 6 (−14)                                                                                                | 26 (−3)                                                                                                | 30 (−1)                                                                                                | 31 (−1)                                                                                                | 32 (0)                                                                                                 | 24 (−4)                                                                                                | 6 (−14)                                                                                                | −11 (−24)                                                                                              | −14 (−26)                                                                                              | −18 (−28)                                                                                              |
| Precipitación media en pulgadas (mm)                                                                   | 4.86 (123)                                                                                             | 3.36 (85)                                                                                              | 3.04 (77)                                                                                              | 2.35 (60)                                                                                              | 1.88 (48)                                                                                              | 1.55 (39)                                                                                              | 1.74 (44)                                                                                              | 3.21 (82)                                                                                              | 5.91 (150)                                                                                             | 6.79 (172)                                                                                             | 5.65 (144)                                                                                             | 7.06 (179)                                                                                             | 47.40 (1,204)                                                                                          |
| Promedio de nevadas pulgadas (cm)                                                                      | 45,0 (114)                                                                                             | 25,0 (64)                                                                                              | 23,9 (61)                                                                                              | 2.5 (6.4)                                                                                              | 0.0 (0.0)                                                                                              | 0.0 (0.0)                                                                                              | 0.0 (0.0)                                                                                              | 0.0 (0.0)                                                                                              | 0.0 (0.0)                                                                                              | 1.8 (4.6)                                                                                              | 25.7 (65)                                                                                              | 40.0 (102)                                                                                             | 163.9 (417)                                                                                            |
| Promedio de días de precipitación (≥ 0.01 in)                                                          | 19.7                                                                                                   | 14.9                                                                                                   | 14.5                                                                                                   | 12.6                                                                                                   | 10.0                                                                                                   | 10.9                                                                                                   | 12.6                                                                                                   | 14.8                                                                                                   | 18.5                                                                                                   | 19.5                                                                                                   | 18.4                                                                                                   | 20.2                                                                                                   | 186.6                                                                                                  |
| Promedio de días nevados (≥ 0.1 in)                                                                    | 12.3                                                                                                   | 9.7 | 7.7 | 1.6 | 0.1 | 0.0 | 0.0 | 0.0 | 0.0 | 1.0 | 8.1 | 13.6                                                                                                   | 54.1                                                                                                   |
| Fuente: NOAA                                                                                           | | | | | | | | | | | | | |

| Datos climáticos para Haines 40NW, Alaska, normales de 1991 a 2020: 820 pies (250 m) | Datos climáticos para Haines 40NW, Alaska, normales de 1991 a 2020: 820 pies (250 m) | Datos climáticos para Haines 40NW, Alaska, normales de 1991 a 2020: 820 pies (250 m) | Datos climáticos para Haines 40NW, Alaska, normales de 1991 a 2020: 820 pies (250 m) | Datos climáticos para Haines 40NW, Alaska, normales de 1991 a 2020: 820 pies (250 m) | Datos climáticos para Haines 40NW, Alaska, normales de 1991 a 2020: 820 pies (250 m) | Datos climáticos para Haines 40NW, Alaska, normales de 1991 a 2020: 820 pies (250 m) | Datos climáticos para Haines 40NW, Alaska, normales de 1991 a 2020: 820 pies (250 m) | Datos climáticos para Haines 40NW, Alaska, normales de 1991 a 2020: 820 pies (250 m) | Datos climáticos para Haines 40NW, Alaska, normales de 1991 a 2020: 820 pies (250 m) | Datos climáticos para Haines 40NW, Alaska, normales de 1991 a 2020: 820 pies (250 m) | Datos climáticos para Haines 40NW, Alaska, normales de 1991 a 2020: 820 pies (250 m) | Datos climáticos para Haines 40NW, Alaska, normales de 1991 a 2020: 820 pies (250 m) | Datos climáticos para Haines 40NW, Alaska, normales de 1991 a 2020: 820 pies (250 m) |
| Mes                                                                                  | Ene                                                                                  | Feb                                                                                  | Estropear                                                                            | Apr                                                                                  | Mayo                                                                                 | Jun                                                                                  | Jul                                                                                  | Ago                                                                                  | Sep                                                                                  | Oct                                                                                  | Nov                                                                                  | Dic                                                                                  | Año                                                                                  |
| ------------------------------------------------------------------------------------ | ------------------------------------------------------------------------------------ | ------------------------------------------------------------------------------------ | ------------------------------------------------------------------------------------ | ------------------------------------------------------------------------------------ | ------------------------------------------------------------------------------------ | ------------------------------------------------------------------------------------ | ------------------------------------------------------------------------------------ | ------------------------------------------------------------------------------------ | ------------------------------------------------------------------------------------ | ------------------------------------------------------------------------------------ | ------------------------------------------------------------------------------------ | ------------------------------------------------------------------------------------ | ------------------------------------------------------------------------------------ |
| Máximo diario medio °F (°C)                                                          | 23.0 (−5.0)                                                                          | 29.0 (−1.7)                                                                          | 34.6 (1.4)                                                                           | 45.6 (7.6)                                                                           | 57,6 (14,2)                                                                          | 65,7 (18,7)                                                                          | 68.2 (20.1)                                                                          | 66,2 (19,0)                                                                          | 56.2 (13.4)                                                                          | 43.5 (6.4)                                                                           | 29.8 (−1.2)                                                                          | 24.4 (−4.2)                                                                          | 45.3 (7.4)                                                                           |
| Media diaria °F (°C)                                                                 | 17.4 (−8.1)                                                                          | 21.5 (−5.8)                                                                          | 26,0 (−3,3)                                                                          | 36.3 (2.4)                                                                           | 46,3 (7,9)                                                                           | 54.4 (12.4)                                                                          | 58.1 (14.5)                                                                          | 56.2 (13.4)                                                                          | 47,9 (8,8)                                                                           | 37.3 (2.9)                                                                           | 24.6 (−4.1)                                                                          | 19,5 (−6,9)                                                                          | 37.1 (2.8)                                                                           |
| Mínimo diario medio °F (°C)                                                          | 11.7 (−11.3)                                                                         | 14.1 (−9.9)                                                                          | 17.3 (−8.2)                                                                          | 27.0 (−2.8)                                                                          | 35.0 (1.7)                                                                           | 43.2 (6.2)                                                                           | 48,0 (8,9)                                                                           | 46.1 (7.8)                                                                           | 39,5 (4,2)                                                                           | 31.2 (−0.4)                                                                          | 19,4 (−7,0)                                                                          | 14.6 (−9.7)                                                                          | 28.9 (−1.7)                                                                          |
| Precipitación media en pulgadas (mm)                                                 | 5.50 (140)                                                                           | 4.07 (103)                                                                           | 3.68 (93)                                                                            | 2.19 (56)                                                                            | 1.72 (44)                                                                            | 1.30 (33)                                                                            | 1.40 (36)                                                                            | 2.67 (68)                                                                            | 5.43 (138)                                                                           | 6.87 (174)                                                                           | 5.74 (146)                                                                           | 7.75 (197)                                                                           | 48.32 (1,228)                                                                        |
| Promedio de nevadas pulgadas (cm)                                                    | 53.10 (134.9)                                                                        | 38,90 (98,8)                                                                         | 33.60 (85.3)                                                                         | 5.60 (14.2)                                                                          | 0.20 (0.51)                                                                          | 0.00 (0.00)                                                                          | 0.00 (0.00)                                                                          | 0.00 (0.00)                                                                          | 0.20 (0.51)                                                                          | 7,60 (19,3)                                                                          | 44,40 (112,8)                                                                        | 61.50 (156.2)                                                                        | 245,1 (622,52)                                                                       |
| Fuente: NOAA                                                                         |                                                                                      |                                                                                      |                                                                                      |                                                                                      |                                                                                      |                                                                                      |                                                                                      |                                                                                      |                                                                                      |                                                                                      |                                                                                      |                                                                                      |                                                                                      |

## Demografía
Haines apareció por primera vez en el censo de EE. UU. de 1900 como una aldea no incorporada. Se incorporó formalmente en 1910. Se desincorporó en 2002 y se convirtió en un lugar designado por el censo (CDP).
| Censo   | Pop.  | Nota | %±     |
| ------- | ----- | ---- | ------ |
| 1900    | 85    |      | —      |
| 1910    | 445   |      | 423.5% |
| 1920    | 314   |      | −29,4% |
| 1930    | 344   |      | 9.6%   |
| 1940    | 357   |      | 3.8%   |
| 1950    | 338   |      | −5,3%  |
| 1960    | 392   |      | 16.0%  |
| 1970    | 463   |      | 18.1%  |
| 1980    | 993   |      | 114.5% |
| 1990    | 1,238 |      | 24.7%  |
| 2000    | 1,811 |      | 46.3%  |
| 2010    | 1,713 |      | −5,4%  |
| 2020    | 1,657 |      | −3,3%  |
| Fuente: |       |      |        |

### Censo de 2010
Según el censo de 2010, había 2.474 personas y 1.087 hogares. La composición racial de la ciudad era 79.7% blanca, 10.5% nativa americana, 1.1% asiática, 0.6% negra o afroamericana, 0.0% isleña del Pacífico, 7.74% de otras razas y 8.2% de dos o más razas, 3.2% hispana o latina. El tamaño promedio de los hogares era de 2,40 personas y el tamaño promedio de las familias era de 2,27.
En la ciudad, la distribución por edades de la población muestra un 26,7% de menores de 18 años, un 5,3% de 18 a 24, un 28,0% de 25 a 44, un 28,4% de 45 a 64 y un 11,6% de 65 años o más. La edad promedio fue de 40 años. Por cada 100 mujeres mayores de 18 años, había 99,7 hombres. El ingreso medio de un hogar en la ciudad era de $39,926 y el ingreso medio de una familia era de $51,316. Los hombres tenían unos ingresos medios de 41.103 dólares frente a los 30.278 dólares de las mujeres. El ingreso per cápita de la ciudad era de 22.505 dólares. Alrededor del 5,8% de las familias y el 7,9% de la población estaban por debajo del umbral de pobreza, incluido el 9,2% de los menores de 18 años y el 2,4% de los mayores de 65 años.

## Atracciones
Muchos turistas visitan durante la aparición anual de águilas calvas en la Reserva de Águilas Calvas de Alaska Chilkat entre octubre y febrero. Haines tiene la mayor concentración de águilas calvas del mundo en ese momento.  Cada mes de mayo, Haines celebra el festival de cerveza más antiguo de Alaska con más de 1,500 visitantes y cervecerías de Alaska y Yukón.
Haines es el anfitrión de la Feria Estatal del Sureste de Alaska, con cuatro días de festividades el último fin de semana de julio. Vendedores, juegos, atracciones y un festival de música atraen a personas de toda Alaska para este evento. La comunidad y sus alrededores son populares para la recreación al aire libre. El rafting en el río Chilkat y el senderismo en las montañas Takshanuk (Monte Ripinsky y otros picos) son populares. Las crecientes oportunidades recreativas de invierno están disponibles en Chilkat Pass y sus alrededores, para lo cual Haines sirve como puerta de entrada con Haines Highway. En los últimos años, Haines ha seguido recibiendo bastante atención como sitio de heliesquí. El glaciar Davidson, debido a su naturaleza relativamente accesible, es una atracción popular.
La ensenada de Lutak y el lago Chilkoot son sitios de pesca populares y de fácil acceso. La ensenada de Lutak es frecuentada por numerosos leones marinos, focas y orcas. Fort William H. Seward es un sitio histórico reconocido a nivel nacional (declarado Monumento Histórico Nacional en 1978) donde varios cuarteles, viviendas para oficiales y los terrenos del desfile se mantienen en propiedad privada en la actualidad. Algunas de las estructuras están abiertas al público como negocios y restaurantes. El fuerte también se conoce como "Port Chilkoot", un término sobrante de la Compañía Port Chilkoot, que se formó después de la Segunda Guerra Mundial por un grupo de inversores que compraron el fuerte al gobierno federal.
Haines tiene una serie de ofertas culturales. Alaska Indian Arts ofrece demostraciones de artesanos tradicionales. La historia de la ciudad de Haines y el pueblo local Tlingit se presentan en el Museo y Centro Cultural Sheldon.  El Museo del Martillo está dedicado a la historia del martillo en la sociedad humana. El Museo de la Compañía de Conservas Tsirku ofrece un vistazo a las históricas fábricas de conservas de salmón de Haines. La American Bald Eagle Foundation ofrece a los visitantes la oportunidad de recorrer el Museo de Historia Natural, lleno de artículos del sureste de Alaska, y conocer a 9 embajadores de aves rapaces. Los embajadores incluyen 3 águilas calvas (Bella, Arden y Vega), 2 halcones de cola roja (Sitka y Warrior), un búho real euroasiático (Hans), un búho chillón oriental (Dylan), un búho halcón del norte (Cirrus) y un halcón peregrino (Ole).
Haines es el lugar de la Feria Estatal del Sureste de Alaska, que se celebra anualmente cada mes de julio. Entre otras atracciones, el recinto ferial incorpora una parte del escenario de la película White Fang de Walt Disney, filmada en Haines en 1990. El conjunto sobreviviente incluye una docena de pequeñas estructuras comunes a un pueblo minero del período del libro de Jack London del mismo nombre. 

## Educación
Haines es el hogar de la Biblioteca Pública del Condado de Haines y el Distrito Escolar del Condado de Haines, que consta de un K-12 y tres divisiones en un solo edificio: Primaria Haines (K-6) Escuela Intermedia / Secundaria Haines (7-12) La Haines Home School también está en funcionamiento. A partir de octubre de 2018, la matrícula de estudiantes del distrito era de 258. 

## Transporte
Haines es más accesible que la mayoría de las otras comunidades del sureste de Alaska de su tamaño, ya que está conectada al sistema de carreteras de América del Norte por la autopista Haines, que pasa por Columbia Británica en su camino hacia el cruce con la autopista de Alaska en Haines Junction, Yukón. Sin embargo, las condiciones de nieve y hielo en el invierno y los largos tiempos de conducción a menudo pueden hacer que esta ruta sea menos factible y, a veces, resultan en el cierre de la parte de la carretera en el paso de Chilkat, justo al norte de la frontera entre Canadá y Estados Unidos. Haines es una de las tres únicas ciudades en el sureste de Alaska a las que se puede acceder por carretera a otra ciudad, las otras dos son Skagway y Hyder. El principal modo de transporte dentro de Alaska es por la Carretera Marina de Alaska. La ruta del canal Lynn del sistema de transbordadores (Juneau-Haines-Skagway) es la única ruta rentable en todo el sistema y, a menudo, recibe una gran cantidad de tráfico de transbordadores, especialmente en el verano.
El aeropuerto de Haines recibe una gran cantidad de tráfico, con una compañía aérea (Alaska Seaplanes) que brinda servicios a Skagway y Juneau. Haines se convirtió en un puerto de escala para varios operadores de cruceros, incluidos Princess Cruises y Holland-America Line. A partir del verano de 2009, la frecuencia de visitas de cruceros fue de aproximadamente 18 por temporada, según los residentes locales. Entre 2010 y 2012, un promedio de 30,000 pasajeros de cruceros visitaron anualmente.  El atracadero de cruceros está muy cerca de Fort William H. Seward.

## Atención médica
Haines es atendido por Haines Health Center, la única clínica de salud primaria en el área. La instalación es parte del Consorcio Regional de Salud del Sureste de Alaska, o SEARHC, un consorcio de salud tribal sin fines de lucro de 18 comunidades nativas. El área también es atendida continuamente por los servicios médicos de emergencia locales. Las personas que necesitan atención médica urgente son transportadas por aire en helicóptero o ambulancia aérea al Hospital Regional Bartlett en Juneau (aproximadamente a 35 minutos en avión). Whitehorse General Hospital en Whitehorse, Yukón, es el hospital más cercano a Haines al que se puede acceder por carretera (aproximadamente a 4,5 horas de distancia).
Las dificultades para acceder a la atención médica para los habitantes rurales en general se examinaron en un breve documental en blanco y negro ambientado y filmado en Haines y sus alrededores en 1956, documentando y dramatizando una parada en los viajes de una enfermera de salud pública y un médico (ambas mujeres) a bordo de un barco clínico itinerante, Hygiene. Según la narración de voz en off, la película fue elegida por no actores locales.

## Medios
Haines cuenta con un periódico semanal, el Chilkat Valley News así como con la estación de radio pública KHNS que sirve a la parte superior del Canal Lynn (Haines, Skagway y Klukwan); sus estudios están en Haines.

## En la cultura popular
Al final de El Camino, que es la película epílogo de 2019 de la serie Breaking Bad, Jesse Pinkman obtiene una nueva identidad, escapa de Albuquerque, Nuevo México y se muda a Haines. 

## Personalidades notables
- Florence Shotridge, etnógrafa, educadora de museos y tejedora tlingit
- Jennie Thlunaut, maestra tejedora tlingit
- Bill Thomas, pescador comercial y ex miembro de la Cámara de Representantes de Alaska

## Galería de imágenes

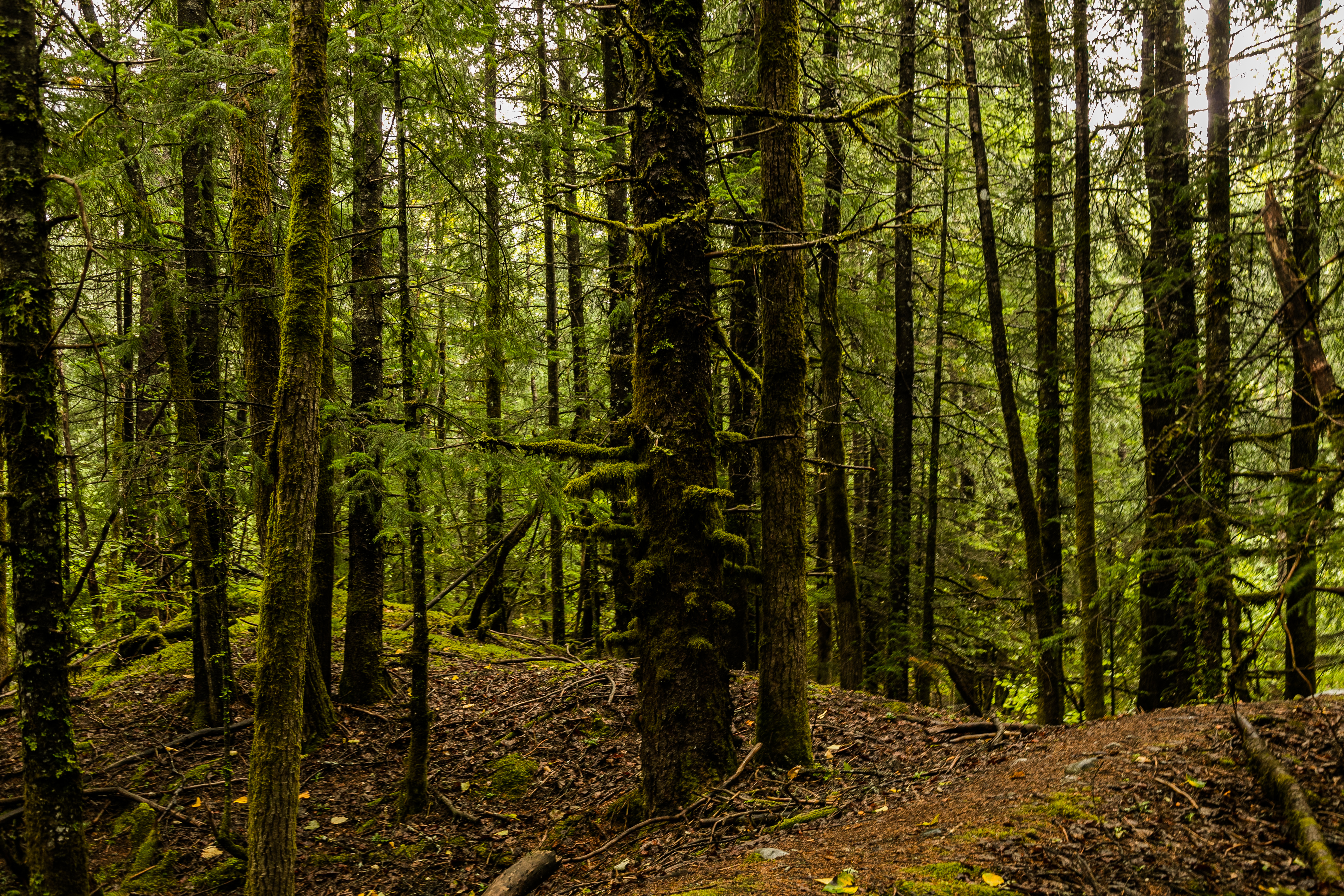
Bosque junto al glaciar Davidson, Haines.
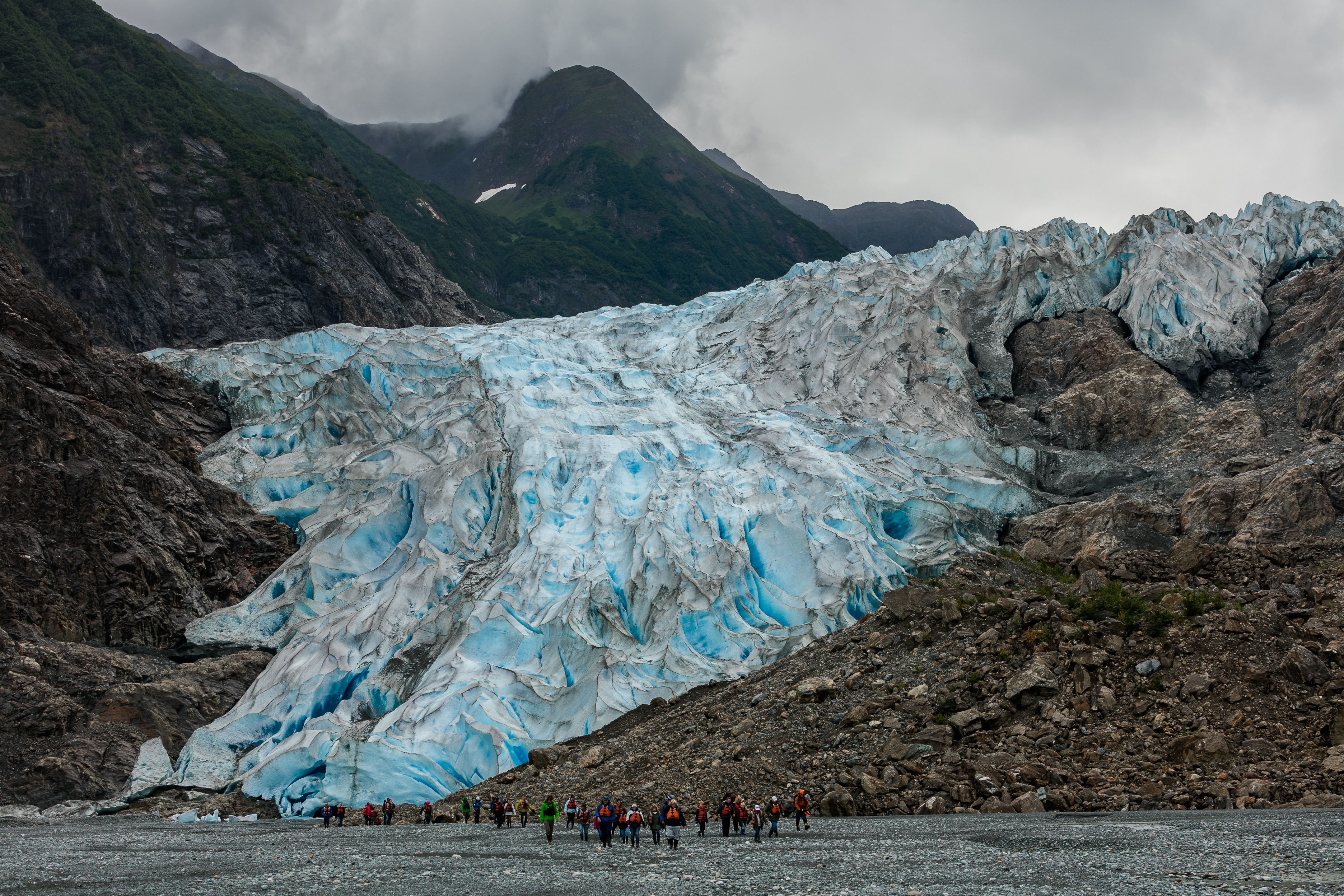
Glaciar Davidson, Haines.
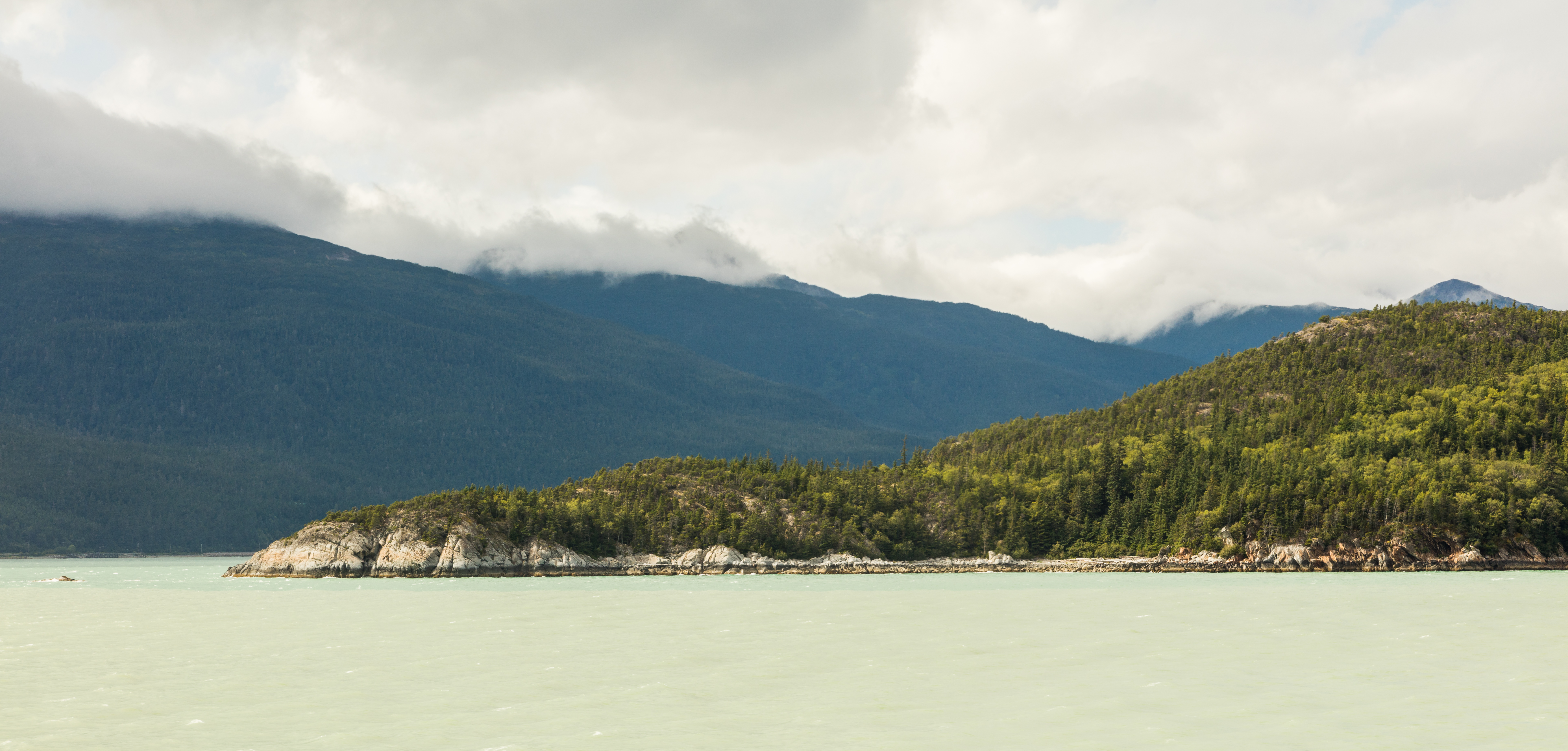
Grao de Taiya, Haines.
Parque Estatal de Chilkat, Haines.
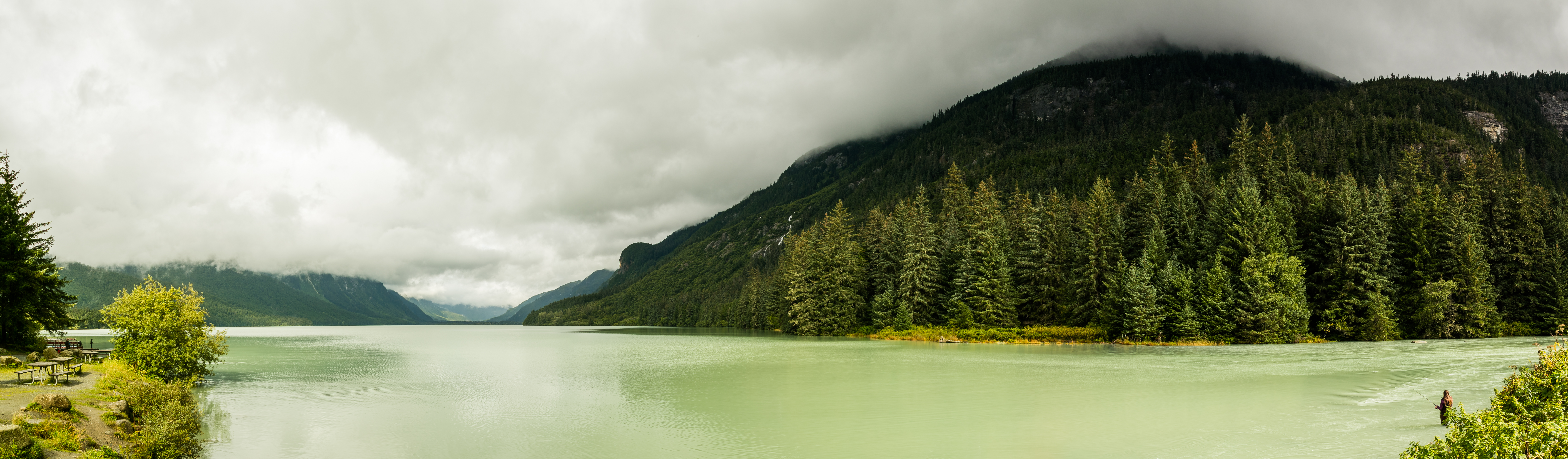
Parque Estatal de Recreo del Lago Chilkoot, Haines.
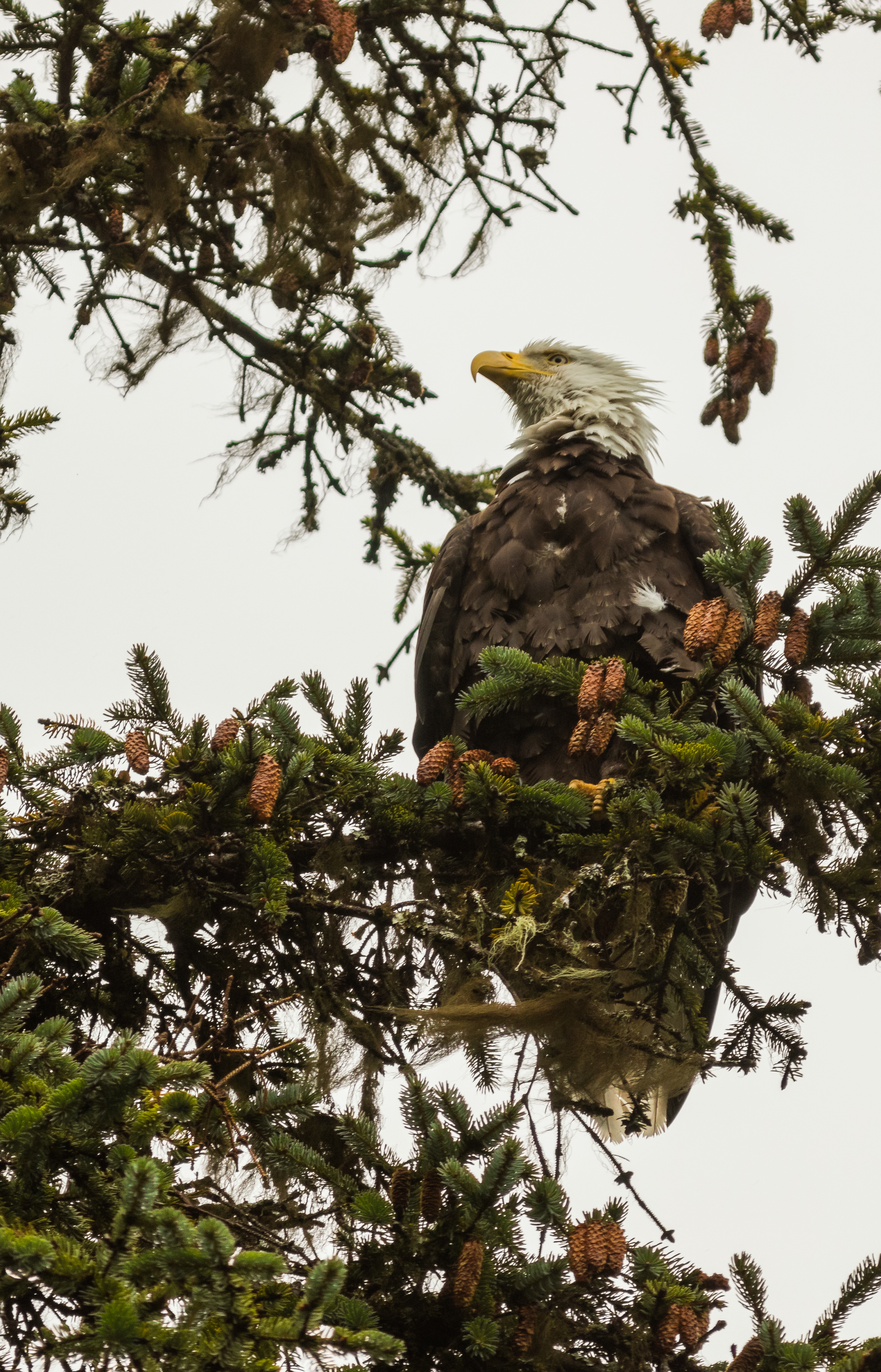
Águila calva (Haliaeetus leucocephalus), Parque Estatal de Recreo del Lago Chilkoot.